# Lourrou
Pour les articles homonymes, voir Louroux (homonymie).
Le Lourrou, est un cours d'eau qui traverse le département des Pyrénées-Atlantiques, en région Nouvelle-Aquitaine, et un affluent de l'Ousse, donc un sous-affluent de l'Adour, par le Gave de Pau.

## Géographie
De 13,2 km de longueur, il prend sa source sur la commune de Saint-Vincent et se jette dans l'Ousse à Gomer.

## Départements et communes traversés
Dans le seul département des Pyrénées-Atlantiques, le ruisseau Lourrou traverse sept communes :
- Bénéjacq, Espoey, Gomer, Hours, Labatmale, Lucgarier, Saint-Vincent.

## Affluents
Le ruisseau Lourrou a trois affluents référencés :
- le bras du Lourrou, 0,8 km sur les deux communes de Bénéjacq et Labatmale avec un affluent :
  - le Chourrou, 1,5 km sur les deux communes de Bénéjacq et Labatmale
- le ruisseau Sausse, 8,1 km sur les six communes de Hours, Barzun, Bénéjacq, Saint-Vincent, Labatmale, et Pontacq avec deux affluents 
  -  ?, 1,2 km sur la seule commune de Labatmale.
  -  ?, 1,5 km sur les deux communes de Barzun, Bénéjacq.
- ?, 2,2 km sur les deux communes de Lucgarier, Hours.

Son rang de Strahler est donc de trois.